# Kristin Lavransdatter

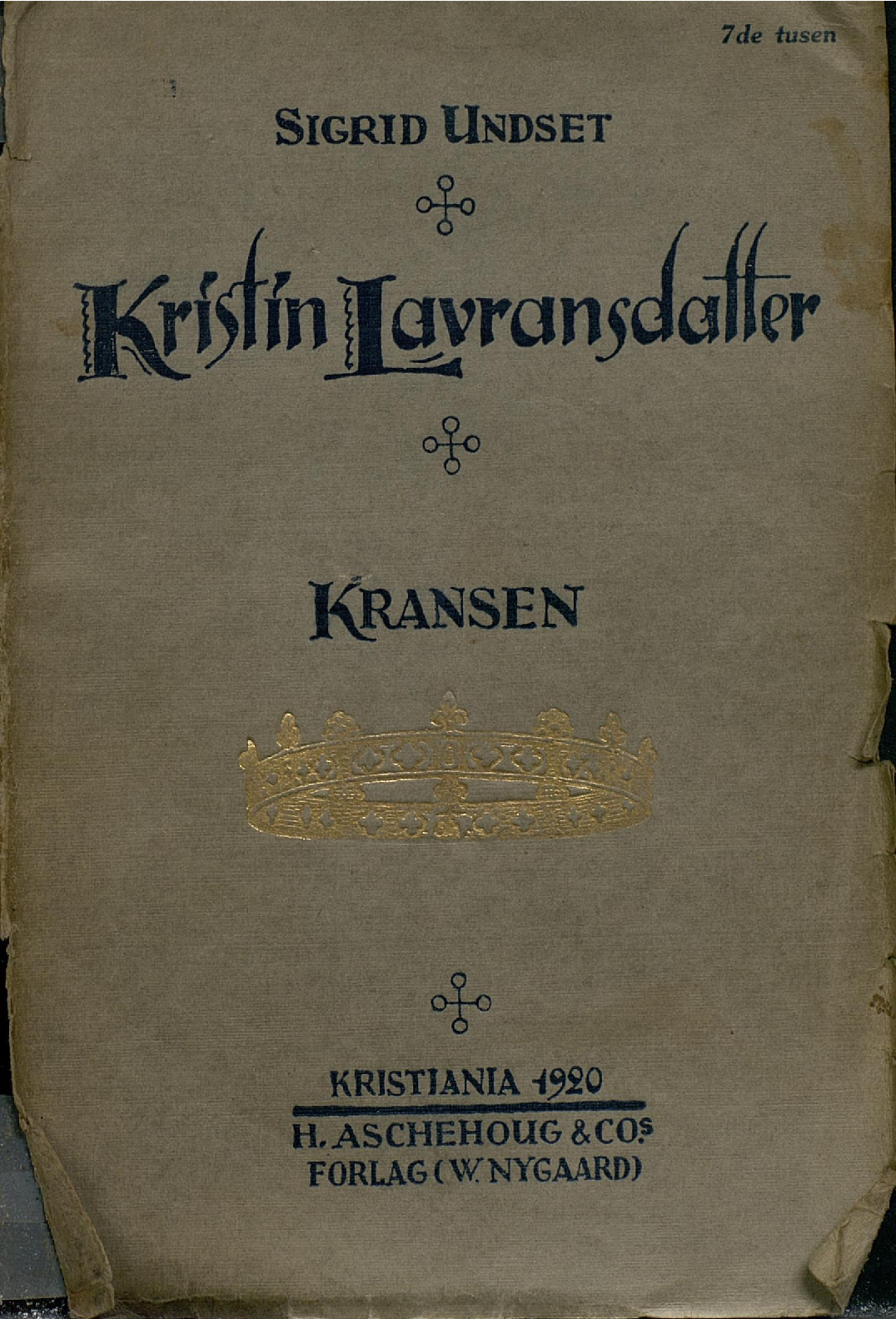
Couverture de Kristin Lavransdatter

Kristin Lavransdatter est le nom commun de la trilogie écrite par Sigrid Undset publiée entre 1920 et 1922. C'est l'œuvre la plus connue de cette romancière norvégienne qui a obtenu le prix Nobel de littérature.
Les romans en eux-mêmes s'appellent Kransen (La Couronne), publié pour la première fois en 1920, Husfrue (La Femme), publié en 1921, et Korset (La Croix), publié en 1922. Husfrue a aussi été publié en français sous les titres de La Femme fidèle ou La Maîtresse de Husaby.
Cette œuvre est à l'origine de l'octroi du prix Nobel de littérature de 1928 à Sigrid Undset, , « principalement pour ses descriptions puissantes de la vie nordique au Moyen Âge » ; ce travail est admiré pour sa justesse historique et ethnologique.

## Introduction à l'intrigue
Le cycle suit la vie de Kristin Lavransdatter, une Norvégienne fictive vivant au XIVe siècle. Kristin grandit à Sel, dans le Gudbrandsdalen, fille d'un fermier influent et respecté. Elle vit un certain nombre de conflits dans ses relations avec ses parents, et son époux Erlend, dans la Norvège médiévale ; et trouve du réconfort dans sa foi catholique.